# Madu Facula
La Madu Facula è una struttura geologica della superficie di Mercurio.